# گلاریول صخره‌ای
گلاریول صخره‌ای (نام علمی: Glareola nuchalis) نام یک گونه از سرده گلاریول‌ها است.